# 금융화

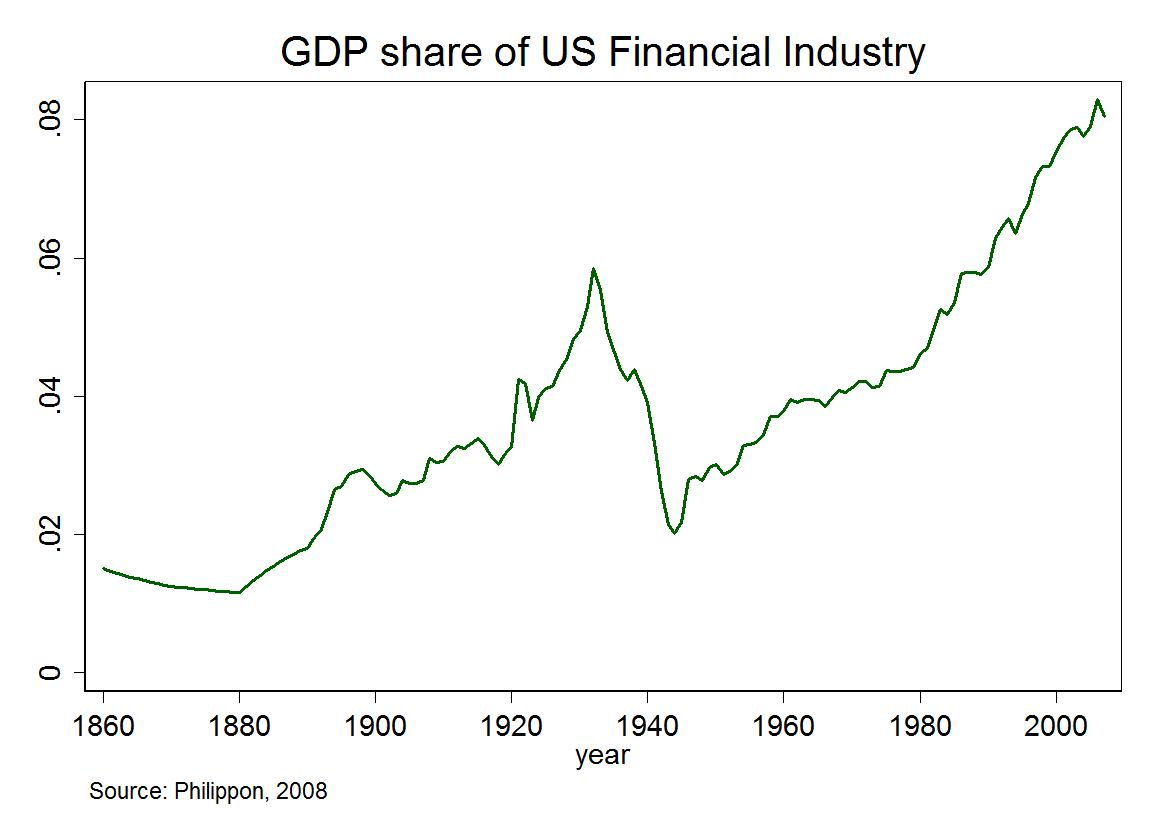
1860년부터 2008년까지 미국 금융 부문의 국내총생산 기여도

금융화(영어: Financialization, 또는 영국 영어에서는 financialisation)는 1980년부터 현재까지 금융 자본주의의 발전을 묘사하는 데 사용되는 용어로, 이 기간 동안 부채-자본 비율이 증가하고 금융 서비스가 다른 부문에 비해 국민 소득에서 차지하는 비중이 증가했다.
금융화는 금융상품의 중개를 통해 교환이 촉진되는 경제 과정을 설명한다. 금융화는 실물 상품, 금융서비스, 위험이 쉽게 통화로 교환될 수 있도록 하여 사람들이 자신의 자산과 소득 흐름을 합리화하는 것을 용이하게 할 수 있다.
금융 서비스는 제3차 산업에 속하므로, 금융화는 산업 경제에서 서비스 경제로의 전환과 밀접하게 관련되어 있다.

## 특정 학술적 접근법
특정 측면과 해석에 초점을 맞춘 다양한 정의가 사용되어 왔다.
- 미시간 대학교의 그레타 크립너는 금융화를 "이익 창출이 무역 및 상품 생산을 통해서가 아니라 금융 채널을 통해 점차적으로 이루어지는 자본 축적 패턴"이라고 썼다.[2] 2005년 저서 '금융화와 세계 경제'의 서문에서 편집자 제럴드 A. 엡스타인은 일부 학자들이 이 용어를 훨씬 더 좁게 사용해야 한다고 주장했다고 썼다: 기업지배구조의 한 방식으로서 주주 가치의 우위, 또는 은행 중심의 금융 시스템보다 자본시장 금융 시스템의 지배력 증가. 피에르-이브 고메즈와 해리 코린은 2008년 저서 '기업가와 민주주의: 기업 지배구조의 정치 이론'에서 대기업의 기업 지배구조 진화에 있어 장기적인 추세를 확인하고 금융화가 이 과정의 한 단계임을 보여주었다.
- 토마스 마루아는 주요 신흥 시장을 살펴보면서 "신흥 금융 자본주의"를 현재의 축적 단계로 정의하는데, 이는 "국내외 금융 자본의 이익이 국가 기구에 융합되어 국가 관리자와 정부 엘리트의 행동을 안내하는 제도화된 우선순위와 포괄적인 사회 논리가 되는 것, 종종 노동에 불리하게 작용하는 것"을 특징으로 한다.[3]
- 제럴드 A. 엡스타인에 따르면, "금융화는 국내외 경제 운영 및 지배 기관에서 금융 시장, 금융 동기, 금융 기관, 금융 엘리트의 중요성이 증가하는 것을 의미한다."[4]
- 마르크스주의 경제학자 엘리엇 구델 우갈데는 금융화를 자산, 특히 주택의 교환 가치와 실제 시장 가격 사이의 커지는 괴리를 통해 허위 자본이 창출되는 것으로 정의한다. 이 과정은 자산 가치를 사회적으로 필요한 노동에 기반한 가치 이상으로 부풀려, 필수적인 필요를 충족하는 상품이 아닌 투기적 도구로 변모시킨다. 그 결과 시장 가격이 자산의 실제 효용이나 접근성이 아닌 이윤 추구 행동에 의해 좌우되는 왜곡이 발생하여 불평등을 심화시키고 광범위한 경제 시스템의 안정성을 훼손한다.[5]
- 금융화는 "전체 경제 활동에서 금융 산업의 지배력 증가, 기업 경영에서 재무 통제자의 지배력 증가, 총 자산 중 금융 자산의 비중 증가, 금융 자산 중 시장화된 증권, 특히 주식의 비중 증가, 기업 전략 결정에서 기업 통제를 위한 시장으로서 주식 시장의 역할 증가, 경기 순환을 결정하는 요인으로서 주식 시장의 변동"으로 정의될 수 있다 (Dore 2002).
- 그러나 더 일반적으로는 금융화는 국내 및 국제 경제 운영에서 금융 동기, 금융 시장, 금융 주체 및 금융기관의 역할이 크게 확장된 것을 의미하는 것으로 이해된다.
- 사회학적 및 정치적 해석도 이루어졌다. 2006년 저서 '미국의 신정정치: 21세기 급진 종교, 석유, 빌린 돈의 위험과 정치'에서 미국 작가이자 논평가인 케빈 필립스는 금융화를 "광범위하게 해석된 금융 서비스가 국가 경제에서 지배적인 경제적, 문화적, 정치적 역할을 차지하는 과정" (268)이라고 제시한다. 필립스는 미국 경제의 금융화가 16세기 스페인 군주국의 쇠퇴, 18세기 네덜란드 무역 제국, 19세기 대영 제국의 시작을 특징지었던 것과 동일한 패턴을 따른다고 본다 (이러한 역사적 경제 체제의 진정한 마지막 단계는 붕괴였다는 점도 지적할 가치가 있다):

...선도적인 경제력은 진화적 진행을 따랐다: 첫째, 농업, 어업 등, 다음으로 상업 및 산업, 그리고 마지막으로 금융. 여러 역사가들이 이 점을 자세히 설명했다. 브룩스 애덤스는 "사회가 통합되면서 심오한 지적 변화를 겪는다. 에너지는 상상을 통해 분출하는 것을 멈추고 자본의 형태를 띠게 된다"고 주장했다.
장 쿠션은 금융화와 관련된 직장 결과가 직원들을 불안하고 분노하게 만드는 방식을 탐구한다.

## 뿌리
미국의 경험에서 금융화 증가는 신자유주의의 부상과 밀턴 프리드먼 및 시카고 학파의 자유 시장 교리가 20세기 후반에 나타난 것과 동시에 발생했다. 이 시기의 다양한 학술 경제학자들은 금융 시스템 및 은행의 규제 완화를 촉진하기 위한 이념적, 이론적 합리화 및 분석적 접근법을 개발했다.
1998년 기사에서 마이클 허드슨은 금융화로 인해 발생하는 문제를 파악한 이전 경제학자들을 논의했다. 존 A. 홉슨 (금융화가 영국의 제국주의를 가능하게 했다), 소스타인 베블런 (합리적인 엔지니어에 반하는 역할을 한다), 허버트 섬턴 폭스웰 (영국은 유럽만큼 산업에 금융을 잘 활용하지 못했다), 루돌프 힐퍼딩 (독일은 산업을 지원하는 은행 업무에서 영국과 미국을 능가하고 있었다)에 의해 문제가 확인되었다.
오슬로에서 열린 같은 1998년 회의에서 에릭 S. 라인어트와 아르노 몽 다아스톨은 "생산 자본주의 대 금융 자본주의"에서 과거 저작에 대한 광범위한 참고 문헌을 제공하고 예언적으로 질문했다.
미국에서는 부동산 가격 상승을 통해 다른 어떤 방법보다 더 많은 돈이 벌어졌을 것이다. 현재로서는 저축과 부의 증가하는 비율이 새로운 생산과 혁신을 창출하는 대신 - 부동산과 주식과 같은 - 이미 존재하는 자산의 가격을 부풀리는 데 사용된다면 장기적인 결과는 무엇일까?

## 국내총생산 대비 금융 거래량
다른 금융 시장들도 비슷하게 폭발적인 성장을 보였다. 미국 주식 시장 거래량은 1970년 1,360억 달러 (미국 GDP의 13.1%)에서 1990년 1조 6,710억 달러 (미국 GDP의 28.8%)로 증가했다. 2000년 미국 주식 시장 거래량은 14조 2,220억 달러 (GDP의 144.9%)였다. 주식 거래량 증가는 대부분 프로그램 매매의 도입 및 확산에 직접적으로 기인한다.
국제결제은행의 2007년 3월 분기 보고서(, 24페이지)에 따르면 다음과 같다.
국제 파생상품 거래소에서의 거래는 2006년 4분기에 둔화되었다. 2006년 10월부터 12월까지 금리, 통화, 주가지수 파생상품의 총 거래량은 7% 감소하여 431조 달러를 기록했다.
따라서 파생상품 거래량—대부분 금리, 외화, 미국 재무부 채권 등에 대한 선물 계약—은 연간 1,200조 달러, 즉 1.2경 달러에 달했다. 비교하자면, 2006년 미국 GDP는 12조 4,560억 달러였다.

## 선물 시장

1970년, 1980년, 1990년 선물 시장 거래량 데이터는 시카고 상품 거래소, 시카고 상업거래소, 뉴욕상업거래소와 같은 조직화된 거래소에서 보고하고 미국 상품 선물 거래 위원회 연간 보고서의 데이터 부록에 정리된 계약 건수를 기반으로 한다. 아래 파이 차트는 1970년부터 2004년까지 거래된 선물 계약 유형의 극적인 변화를 보여준다.
조직화된 선물 거래소가 19세기 중반에 설립된 이후 한 세기 동안 모든 선물 거래는 오직 농산물 상품에만 기반을 두었다. 그러나 1971년 금 본위 고정 환율 시스템이 종료된 후, 외화 기반 계약이 거래되기 시작했다. 1970년대 후반 영란은행과 그 다음으로 미국 연방준비제도의 금리 규제 완화 이후, 다양한 채권 및 금리 기반 선물 계약이 거래되기 시작했다. 그 결과 금리, 통화 또는 주가지수와 같은 금융 선물 계약이 선물 시장을 지배하게 되었다.
선물 시장의 거래량 달러 가치는 1978년부터 1980년까지의 계약당 평균 가치에 거래된 계약 수를 곱하여 산출되며, 이는 1981년 미국 생명보험협회(ACLI)의 연구에서 계산되었다. 이전 연도 수치는 1960년부터 1970년까지의 데이터에 대한 컴퓨터 생성 지수 적합도를 기반으로 추정되었으며, 1960년은 1,650억 달러로 설정되었는데, 이는 1970년 수치의 절반이며 ACLI 데이터에 첨부된 그래프에 따르면 1961년 및 그 이전 연도에 거래된 선물 계약 수가 1970년 거래된 수의 약 절반임을 보여주었다.
ALCI 데이터에 따르면, 금리 계약의 평균 가치는 농산물 및 기타 상품의 약 10배인 반면, 통화 계약의 평균 가치는 농산물 및 기타 상품의 2배이다. (1993년 중반부터 시카고 상업 거래소는 매달 CME에서 거래되는 계약의 명목 가치를 직접 발표하기 시작했다. 1993년 11월, CME는 1,346만 6천 건의 계약이 거래되어 8.8조 달러의 명목 가치를 기록하며 새로운 월간 기록을 세웠다고 자랑했다. 1994년 후반에는 이 월간 가치가 두 배로 증가했다. 1995년 1월 3일, CME는 1994년 총 거래량이 54% 증가하여 2억 2,630만 건의 계약이 거래되었으며, 그 가치는 거의 200조 달러에 달했다고 자랑했다. 그 직후 CME는 거래된 계약의 달러 가치에 대한 수치를 더 이상 제공하지 않았다.)
선물 계약은 "특정 가격으로 미래 특정 날짜에 매우 일반적인 동질 품목을 사고파는 계약"이다. 선물 계약의 명목 가치는 해당 계약에 수반되는 위험과는 매우 다르다. 2012년 12월 17일에 부셸당 8.89달러에 5,000 부셸의 밀을 교환하는 계약을 체결하는 두 당사자를 고려해 보자. 계약의 명목 가치는 44,450달러 (5,000 부셸 x 8.89달러)가 될 것이다. 하지만 위험은 무엇일까? 구매자에게는 판매자가 명시된 날짜에 밀을 인도할 수 없을 위험이 있다. 이는 구매자가 다른 사람에게서 밀을 구매해야 함을 의미한다. 이는 "현물 시장"으로 알려져 있다. 2012년 12월 17일 밀의 현물 가격이 부셸당 10달러라고 가정해 보자. 이는 밀을 구매하는 데 드는 비용이 50,000달러 (5,000 부셸 x 10달러)임을 의미한다. 따라서 구매자는 5,550달러 (50,000달러에서 44,450달러를 뺀 금액), 즉 계약 가격과 현물 가격의 차이만큼 손실을 입을 것이다. 또한 선물은 거래소를 통해 거래되며, 이는 한쪽 당사자가 약속을 어길 경우 (1) 해당 당사자는 향후 그러한 계약을 체결할 수 없도록 블랙리스트에 오르고, (2) 피해 당사자는 거래소로부터 손실에 대한 보험을 받을 수 있음을 보장한다. 손실이 너무 커서 거래소가 감당할 수 없다면, 거래소 회원들이 손실을 메꾼다. 고려해야 할 또 다른 완화 요인은 금, 밀 또는 S&P 500 주가 지수와 같이 일반적으로 거래되는 유동 자산은 미래 가치가 0이 될 가능성이 매우 낮다는 것이다. 따라서 상대방 위험은 명목 가치보다 실질적으로 적은 금액으로 제한된다.

## 금융 부문의 가속화된 성장
금융 부문은 선진 경제에서 핵심 산업이며, GDP의 상당 부분을 차지하고 중요한 고용원이다. 금융 서비스 (은행업, 보험, 투자 등)는 오랫동안 많은 경제 선진국에서 경제의 강력한 부문이었다. 이러한 활동은 또한 경제 세계화를 촉진하는 데 핵심적인 역할을 해왔다.

### 20세기 초 미국의 역사
이미 20세기 초부터 소수의 금융 부문 기업들이 금융 부문의 부와 권력의 상당 부분을 장악했다. 미국의 "금융 과두제" 개념은 이미 1913년에 논의되었다. 1913년에 미국 대법원에 임명된 루이스 브랜다이스는 "우리의 금융 과두제"라는 제목의 기사에서 "미국 금융 부문 기업에 부여된 사적 독점과 압도적인 상업적 권력에 내재된 위협을 제거하기 위한 규제 방법은 지금까지 고안된 적도, 고안될 수도 없다고 우리는 믿는다"고 썼다. 1912년 미국 하원의 푸조 위원회와 같이 미국 금융 부문의 경제력 집중을 조사하는 초기 조사가 있었는데, 이는 미국 신용 통제가 소수의 월스트리트 기업의 손에 집중되어 있으며, 이들이 자신들의 위치를 이용하여 막대한 경제력을 축적하고 있음을 발견했다. 1911년 스탠다드 오일이 미국 정부에 의해 불법 독점으로 해체되었을 때도 미국 금융 부문의 권력 집중은 변하지 않았다.
금융 부문 기업의 주요 인물들은 미국 중앙은행을 구상하는 데에도 참여했다. 1910년 11월, 미국에서 가장 강력한 금융 부문 기업 5곳의 수장들이 넬슨 W. 올드리치 미국 상원의원과 미국 재무부 차관 A. 파이어트 앤드류와 함께 제킬 아일랜드에서 비밀 회의를 열고 미국 연방준비제도의 계획을 세웠다.

### 규제 완화와 가속화된 성장
1970년대에는 금융 부문이 미국 경제의 전체 GDP에서 3%를 조금 넘는 비중을 차지했으며, 모든 투자은행 (즉, 증권 중개인)의 총 금융 자산은 미국 GDP의 2% 미만을 차지했다. 뉴딜부터 1970년대까지의 기간은 "지루한 은행업" 시대라고 불렸는데, 이는 예금을 받고 개인에게 대출을 해주는 은행이 창의적인 금융공학 및 투자은행 활동에 참여하는 것이 금지되었기 때문이다.
1980년대 미국의 많은 은행 업무 관행에 대한 연방 규제 완화는 금융 부문의 규모, 수익성 및 정치적 권력의 급속한 성장을 위한 길을 열었다. 이러한 금융 부문 관행에는 사적인 주택저당증권 창출과 새로운 위험 및 가치 양적 모델에 기반한 파생상품 생성 및 거래에 대한 더 투기적인 접근 방식이 포함되었다. 월스트리트는 미국 의회에 더 많은 규제 완화를 요구하는 압력을 가했으며, 그 중 하나는 글래스-스티걸 법의 폐지였다. 글래스-스티걸 법은 뉴딜 시대의 법으로, 다른 조항들과 함께 예금을 받는 은행이 더 큰 위험을 수반하는 투자은행 업무를 수행하는 것을 금지한다.
이러한 급격한 금융화의 결과로 금융 부문은 수십 년 만에 엄청나게 확장되었다. 1978년 금융 부문은 미국 경제의 3.5% (즉, 미국 GDP의 3.5%)를 차지했지만, 2007년에는 5.9%에 달했다. 2009년 미국 금융 부문의 이익은 1980년에 비해 평균 6배 높았으며, 비금융 부문 이익은 평균 1980년의 2배를 약간 넘는 수준이었다. 금융 부문 이익은 1980년부터 2005년까지 인플레이션을 고려하여 800% 증가했다. 나머지 경제와 비교하여 미국 비금융 부문 이익은 같은 기간 동안 250% 증가했다. 참고로 1930년대부터 1980년까지 금융 부문 이익은 미국 경제의 나머지 부분과 같은 비율로 성장했다.

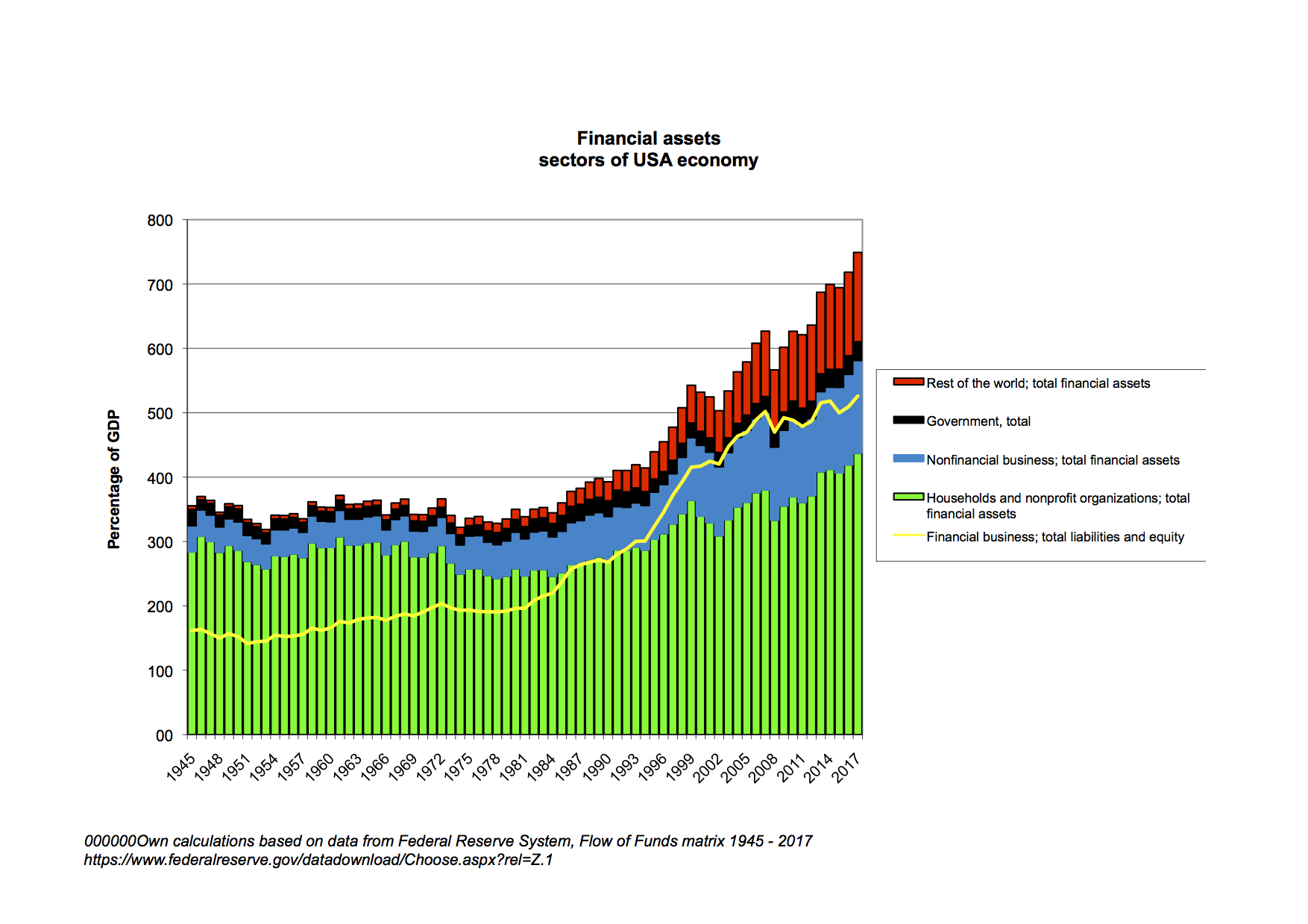
미국 부문별 자산

금융 부문의 경제에 대한 영향력 증가는 다음 예시로 설명할 수 있다. 1978년 상업은행은 1조 2천억 달러(백만 백만)의 자산을 보유했으며, 이는 미국 GDP의 53%에 해당한다. 2007년 말에는 상업은행이 11조 8천억 달러의 자산을 보유했는데, 이는 미국 GDP의 84%에 해당한다. 투자은행(증권 중개인)은 1978년에 330억 달러(천 백만)의 자산(미국 GDP의 1.3%에 해당)을 보유했지만, 2007년에는 3조 1천억 달러의 자산(미국 GDP의 22%에 해당)을 보유했다. 세계 금융 위기 (2007년~2008년)를 유발하는 데 결정적인 역할을 했던 증권, 즉 부채담보부증권을 포함한 자산유동화증권은 1978년에는 사실상 존재하지 않았다. 2007년에는 이들이 4조 5천억 달러의 자산(미국 GDP의 32%에 해당)을 차지했다.

## 레버리지와 파생금융상품의 발전
금융화의 가장 주목할 만한 특징 중 하나는 과도한 레버리지 (차입 자본 증가 및 자기 자본 감소)의 발전과, 관련 도구로서 파생상품: 그 가격 또는 가치가 다른 기초 금융 상품의 가격 또는 가치에서 파생되는 금융 상품이다. 이러한 상품들은 원래 헤징 및 위험 관리 목적이었으나, 자체적으로 널리 거래되는 금융 자산이 되었다. 가장 일반적인 파생상품 유형은 선물 계약, 스왑, 옵션이다. 1990년대 초, 전 세계의 많은 중앙은행들이 파생상품 시장 활동 규모를 조사하고 그 결과를 국제결제은행에 보고하기 시작했다.
금융 파생상품의 종류와 수는 엄청나게 늘어났다. 2007년 11월, 세계 금융 위기 (2007년~2008년)와 서브프라임 모기지 사태에 대해 언급하면서 Doug Noland는 Asia Times Online의 Credit Bubble Bulletin에서 다음과 같이 언급했다.
신용 "보험" 문제의 규모는 놀랍다. 국제결제은행에 따르면, 장외 신용 부도 스왑(CDS) 시장은 2004년 말 4.7조 달러에서 2006년 말 22.6조 달러로 급증했다. 국제 스왑 파생상품 협회에 따르면, 총 신용 파생상품의 명목 규모는 상반기에 약 30% 증가하여 45.5조 달러에 달했다. 그리고 통화감독청에 따르면, 미국 상업은행의 총 신용 파생상품 포지션은 2003년 초 4,920억 달러에서 지난 6월 현재 11.8조 달러로 부풀어 올랐다....
파생상품과 관련하여 주요 미지수는 거래 뒤에 실제 현금이 얼마나 되는지이다. 수백만 달러의 명목 가치를 가진 파생상품 계약은 실제로는 수천 달러에 불과할 수 있다. 예를 들어, 금리 스왑은 1억 달러의 미국 재무부 채권에 대한 4.5% 고정 이자 지급과 1억 달러의 신용카드 채권에 대한 변동 금리 이자 지급을 교환하는 것을 기반으로 할 수 있다. 이 계약은 최소 450만 달러의 이자 지급을 수반하지만, 명목 가치는 1억 달러로 보고될 수 있다. 그러나 스왑 계약의 실제 "비용"은 최소 450만 달러의 이자 지급액의 아주 작은 부분에 불과할 것이다. 이 스왑 계약이 금융기관의 장부상 정확히 얼마의 가치가 있는지 결정하기 어려운 점은 이러한 유형의 상품의 폭발적인 성장에 대한 많은 전문가와 규제 당국의 우려를 잘 보여준다.
미국에서 흔히 생각하는 것과는 달리, 파생상품(및 외환)의 가장 큰 금융 중심지는 런던이다. 2006년 12월 7일 MarketWatch()에 따르면 다음과 같다.
글로벌 외환시장은 가장 큰 금융시장이며 런던이 지배하고 있다. 파생상품 시장 거래의 절반 이상이 아시아와 미국 간의 시간대를 아우르는 런던에서 처리된다. 그리고 시티 오브 런던 금융지구로 알려진 스퀘어 마일의 트레이딩 룸은 2차 고정 수입 시장 거래의 거의 4분의 3을 담당한다.

## 경제에 미치는 영향
세계 금융 위기가 일어나는 동안 여러 경제학자들은 금융 서비스가 미국 경제에서 너무 큰 비중을 차지하게 되었고, 금융화의 증가 활동으로 인해 사회에 실질적인 이익이 발생하지 않는다고 주장하기 시작했다.
2009년 2월, 화이트칼라 범죄학자이자 전 금융 감독관인 윌리엄 K. 블랙은 금융 부문이 실물 경제에 해를 끼치는 방식을 나열했다. 블랙은 "금융 부문은 포식자 국가가 국가를 파괴하는 데 사용하는 날카로운 송곳니 역할을 한다. 금융 부문은 자신을 위해 자본을 빼돌릴 뿐만 아니라, 나머지 자본을 실제 경제에 해를 끼치는 방식으로 잘못 배분하여 이미 부유한 금융 엘리트에게 보상함으로써 국가에 해를 끼친다"고 썼다.
신흥 국가들도 경제발전의 동력으로서 금융 부문을 발전시키기 위해 노력해 왔다. 대표적인 측면은 금융 포용의 일환으로 마이크로파이낸스 또는 마이크로크레딧의 성장을 들 수 있다.
브루스 바틀렛은 2013년 기사에서 금융화가 경제 성장에 부정적인 영향을 미쳤고 중산층의 소득 불균형과 임금 정체에 기여한다고 주장하는 여러 연구를 요약했다.

### 금융 위기의 원인
2010년 2월 15일, 영국 금융감독청의 아데어 터너 청장은 금융화가 세계 금융 위기 (2007년~2008년)와 관련이 있다고 말했다. 터너는 인도 준비은행 연설에서 1997년 아시아 금융 위기가 세계 금융 위기 (2007년~2008년)와 유사한 점이 "두 위기 모두 실물 비금융 경제 활동에 대한 금융 활동의 상대적 중요성이 지속적으로 증가한, 즉 경제의 '금융화' 증가에 뿌리를 두거나 적어도 그 뒤를 따랐다"는 점이라고 말했다.

## 정치 시스템에 미치는 영향
국제 통화 기금의 전 수석 경제학자인 사이먼 존슨과 같은 일부 학자들은 금융 서비스 부문의 증가된 권력과 영향력이 미국 정치를 근본적으로 변화시켰으며, 금융 과두제에 의한 정치 시스템에 대한 부당한 영향력과 규제 포획을 통해 대의 민주주의 자체를 위협하고 있다고 주장했다.
1990년대에 소수의 "메가뱅크"로 흘러 들어간 막대한 자금은 금융 과두제가 미국에서 더 큰 정치적 권력을 얻는 데 기여했다. 월스트리트 기업들은 미국 정치 시스템과 규제 당국이 금융 규제 완화 이념과 더 새로운 금융 상품의 합법화를 수용하도록 만드는 데 크게 성공했다. 정치적 권력은 정치 캠페인 기부, 금융 산업 로비, 그리고 금융 산업 리더들을 주요 정치 임명 정책 결정 및 규제 역할에 배치하고, 퇴직 후 친화적인 고위 정부 관리들에게 월스트리트의 초고액 연봉 일자리를 보상하는 회전문을 통해 달성되었다. 금융 부문은 적어도 1990년대부터 정치 캠페인에 가장 많이 기여했으며, 2006년에는 1억 5천만 달러 이상을 기부했다. (이는 두 번째로 큰 정치 기여 산업인 의료 산업이 2006년에 기여한 1억 달러를 훨씬 초과했다.) 1990년부터 2006년까지 증권 및 투자 산업은 정치 기부금을 연간 1천2백만 달러에서 7천2백만 달러로 6배 증가시켰다. 한 추정치에 따르면, 금융 부문은 1998년부터 2006년까지 정치 캠페인에 17억 달러를 기부했으며, 정치 로비에 추가로 34억 달러를 지출했다.
연방준비제도 의장인 앨런 그린스펀과 같은 정책 입안자들은 자율 규제를 요구했다.

## 같이 보기
- 세계 금융 위기 (2007년~2008년)
- 자본 통제
- 파생상품
- 지대 (경제)
- 경제사회학
- 엔시티피케이션
- 금융 자본
- 금융경제학
- FIRE 경제
- 외환거래
- 후기 자본주의
- 신자유주의
- 그림자 금융 시스템
- 기술 거품

## 내용주
1. ↑  Thomas Philippon (Finance Department of the 뉴욕 대학교 스턴 경영대학원). The future of the financial industry. Stern on Finance, November 6, 2008.틀:Self-published inline
2. ↑  Krippner, G. R. (May 2005). 《The financialization of the American economy》. 《Socio-Economic Review》 3. 173–208쪽. doi:10.1093/SER/mwi008.
3. ↑  Marois, Thomas (2012). 《States, Banks and Crisis: Emerging Finance Capitalism in Mexico and Turkey》. Edward Elgar Publishing. ISBN 978-0-85793-858-9.
4. ↑  Epstein, Gerald (2019). 〈Financialization, rentier interests and central bank policy〉. 《The Political Economy of Central Banking》. doi:10.4337/9781788978415.00024. ISBN 978-1-78897-841-5.
5. ↑  Goodell Ugalde, Elliot. “In Defence Of Marx’s Labour Theory Of Value: Vancouver’s Housing ‘Crisis.” Cultural Logic: A Journal of Marxist Theory and Practice, 26 (2024): 69-101. University of British Columbia Press.
6. ↑  Cushen, Jean (May 2013). 《Financialization in the workplace: Hegemonic narratives, performative interventions and the angry knowledge worker》 (PDF). 《Accounting, Organizations and Society》 38. 314–331쪽. doi:10.1016/j.aos.2013.06.001.
7. ↑  Hudson, Michael (September 1998). “Financial Capitalism v. Industrial Capitalism (Contribution to The Other Canon Conference on Production Capitalism vs. Financial Capitalism Oslo, September 3-4, 1998 )”. 2009년 3월 12일에 확인함.틀:Self-published inline
8. ↑  Reinert, Erik S.; Daastøl, Arno Mong (2011). Production Capitalism vs. Financial Capitalism – Symbiosis and Parasitism. An Evolutionary Perspective and Bibliography (PDF) (보고서). Working Papers in Technology Governance and Economic Dynamics no. 36. The Other Canon Foundation, 노르웨이. 탈린 공과 대학교, 탈린.
9. ↑  Johnson & Kwak 2010, 28–29쪽.
10. ↑  Johnson & Kwak 2010, 28쪽.
11. ↑  Johnson & Kwak 2010, 26쪽.
12. ↑  Johnson & Kwak 2010, 27쪽.
13. ↑  Johnson & Kwak 2010, 61쪽.
14. ↑  Johnson & Kwak 2010, 63쪽.
15. ↑  Johnson & Kwak 2010, 60–63쪽.
16. ↑  Johnson & Kwak 2010, 76쪽.
17. ↑  Johnson & Kwak 2010, 78–81쪽.
18. ↑  Johnson & Kwak 2010, 82–83, 95쪽.
19. ↑  Johnson & Kwak 2010, 60쪽.
20. ↑  Johnson & Kwak 2010, 59쪽.
21. ↑  “OTC derivatives statistics - data | BIS Data Portal”. 《data.bis.org》. 2025년 2월 15일에 확인함.
22. ↑  Megan McCardle. The Quiet Coup. The Atlantic Monthly, May 2009
23. ↑  Black, William K. (2010년 3월 18일). “How the Servant Became a Predator: Finance's Five Fatal Flaws”. 《HuffPost》.
24. ↑  Mader, Philip (2017). 〈Microfinance and Financial Inclusion〉. 《The Oxford Handbook of the Social Science of Poverty》. 843–865쪽. doi:10.1093/oxfordhb/9780199914050.013.38. ISBN 978-0-19-991405-0.
25. ↑  Bartlett, Bruce (2013년 6월 11일). “'Financialization' as a Cause of Economic Malaise”. 《Economix Blog》.
26. ↑  인도 준비은행. "After the Crises: Assessing the Costs and Benefits of Financial Liberalisation". Speech delivered by Lord Adair Turner, Chairman, Financial Services Authority, United Kingdom, at the Fourteenth C. D. Deshmukh Memorial Lecture on February 15, 2010 at Mumbai.
27. ↑  Megan McCardle. The Quiet Coup. The Atlantic Monthly, May 2009
28. ↑  Johnson & Kwak 2010, 89쪽.
29. ↑  Johnson & Kwak 2010, 90쪽.
30. ↑  Johnson & Kwak 2010, 91쪽.

## 추가 자료
- Baker, A (2005). 《IPE, Corporate Governance and the New Politics of Financialisation: Issues Raised by Sarbanes-Oxley》. British International Studies Association Annual Conference.
- Hein, Eckhard; Dodig, Nina; Budyldina, Natalia (2014). Financial, economic and social systems: French Regulation School, Social Structures of Accumulation and Post-Keynesian approaches compared (보고서). hdl:10419/92910.
- Lavoie, Marc (2012). 《Financialization, neo-liberalism, and securitization》. 《Journal of Post Keynesian Economics》 35. 215–233쪽. doi:10.2753/pke0160-3477350203. JSTOR 23469991. S2CID 153927517.
- Martin, Randy (2002). 《Financialization Of Daily Life》. Temple University Press. ISBN 978-1-4399-0597-5.
- Orhangazi, È (2008). 《Financialization and the US Economy》. Edward Elgar Publishing. ISBN 978-1-84844-016-6.
- Orhangazi, O. (2008년 4월 9일). 《Financialisation and capital accumulation in the non-financial corporate sector:: A theoretical and empirical investigation on the US economy: 1973-2003》. 《Cambridge Journal of Economics》 32. 863–886쪽. doi:10.1093/cje/ben009.
- Gomez, Pierre-Yves; Korine, Harry (2008). 《Entrepreneurs and Democracy: A Political Theory of Corporate Governance》. Cambridge University Press. ISBN 978-0-521-85638-6.
- Marois, Thomas (2012). 〈Finance, finance capital and financialization〉. 《The Elgar Companion to Marxist Economics》. doi:10.4337/9781781001226.00028. ISBN 978-1-78100-122-6.